# Неволен
Неволен или Неволјани (грч. Βαμβακιά, Вамвакија) је насељено место у општини Сер у периферији Средишња Македонија, Грчка. Према попису из 2021. године било је 395 становника.
Према бугарском географу и историчару, Василу Канчову, у Неволену је 1900. године живело 600 Словена хришћана. Током Првог светског рата село је настрадало и већи део мештана је избегао, тако је после рата остало 284 житеља. Године 1924. принудно је исељено неколико словенских породица у Бугарску а на њихово место је насељено 85 грчких избегличких породица, укупно 344 особа. На попису из 1928. године Неволен је мешовито грчко-словенско насеље са 572 становника.